# Посёлок совхоза «Марфино»
Посёлок совхоза «Марфино» — населённый пункт в городском округе Мытищи Московской области России. 1994—2006 гг. — посёлок Сухаревского сельского округа Мытищинского района, 2006—2015 гг. — посёлок сельского поселения Федоскинское Мытищинского района. Население — 453 чел. (2010).

## География
Расположен на севере Московской области, в северо-западной части Мытищинского района, примерно в 22 км к северо-западу от центра города Мытищи и 19 км от Московской кольцевой автодороги, на левом берегу впадающей в Клязьму реки Учи. В 2 км западнее посёлка проходит Дмитровское шоссе А104. В посёлке 6 улиц — Каретная, Оранжерейная, Пихтовая, Подмосковная, Санаторная, Цветочная и Малое Ивановское шоссе.
Ближайшие населённые пункты — село Марфино, деревни Лысково и Малое Ивановское. Связан автобусным сообщением с районным центром и железнодорожной станцией Катуар, расположенной в посёлке городского типа Некрасовский Дмитровского района Московской области (маршруты № 37, 73).

## Достопримечательности
Дворянская усадьба Марфино, расположенная в соседнем селе Марфино. Является объектом культурного наследия России, как памятник архитектуры федерального значения.

## Население
| 1926 | 2002 | 2010 |
| ---- | ---- | ---- |
| 106  | ↗451 | ↗453 |